# ريتشارد رانكين
ريتشارد رانكين (بالإنجليزية: Richard Rankin)‏ هو ممثل ، ولد في 4 يناير 1983 في المملكة المتحدة.

## أعمال

### أفلام
- (2015) بيرنت[4][5]

### مسلسلات
- دخيلة

## وصلات خارجية
- ريتشارد رانكين على موقع IMDb (الإنجليزية)
- ريتشارد رانكين على موقع ألو سيني (الفرنسية)
- ريتشارد رانكين على موقع أول موفي (الإنجليزية)
- ريتشارد رانكين على موقع قاعدة بيانات الفيلم (الإنجليزية)
- ريتشارد رانكين على موقع كينوبويسك (الروسية)